# 原鱷亞目
原鱷亞目（Protosuchia）是群已滅絕的原始鱷形超目，體型小，身長不到1公尺，是群陸生動物。在現代種系發生學分類法裡，原鱷亞目是個並系群，包含原始鱷形超目的早期演化階段。

## 分類
近年的親緣分支分類法研究認為原鱷亞目不是單系群。兩個研究發現一個生存於三疊紀晚期到侏羅紀早期的演化支：
- 直鱷 Orthosuchus
- 原鱷 Protosuchus
- 半原鱷 Hemiprotosuchus
- 貧齒鱷 Edentosuchus

這兩個研究也發現另一個演化支，生存於侏儸紀晚期到白堊紀晚期，更接近西蜀鱷與中真鱷類：
- Zosuchus
- 四川鱷 Sichuanosuchus
- 山東鱷 Shantungosuchus
- 內烏肯鱷 Neuquensuchus

戈壁鱷科（戈壁鱷、刺蝟鱷）生存於白堊紀晚期的中國、蒙古國，可能屬於原鱷類。戈壁鱷科可能介於上述兩個演化支之間，或是屬於後者。生存於晚侏羅紀到晚白堊紀的Shartegosuchidae科，包含：Kyasuchus、Shartegosuchus、Nominosuchus，也時也被歸類餘原鱷亞目。